# Volkswagen 1-Liter-Auto

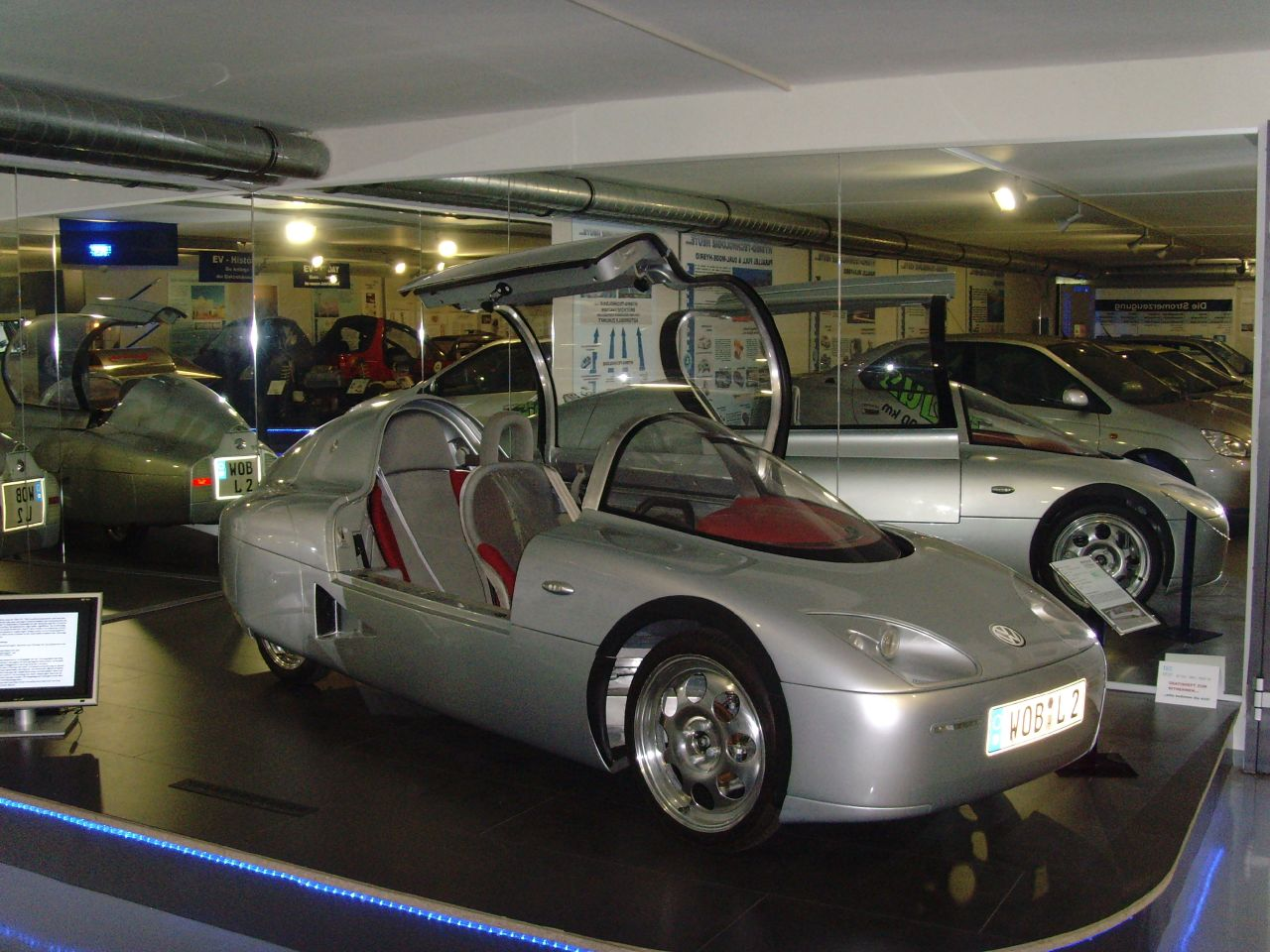
Volkswagen 1-Liter-Auto

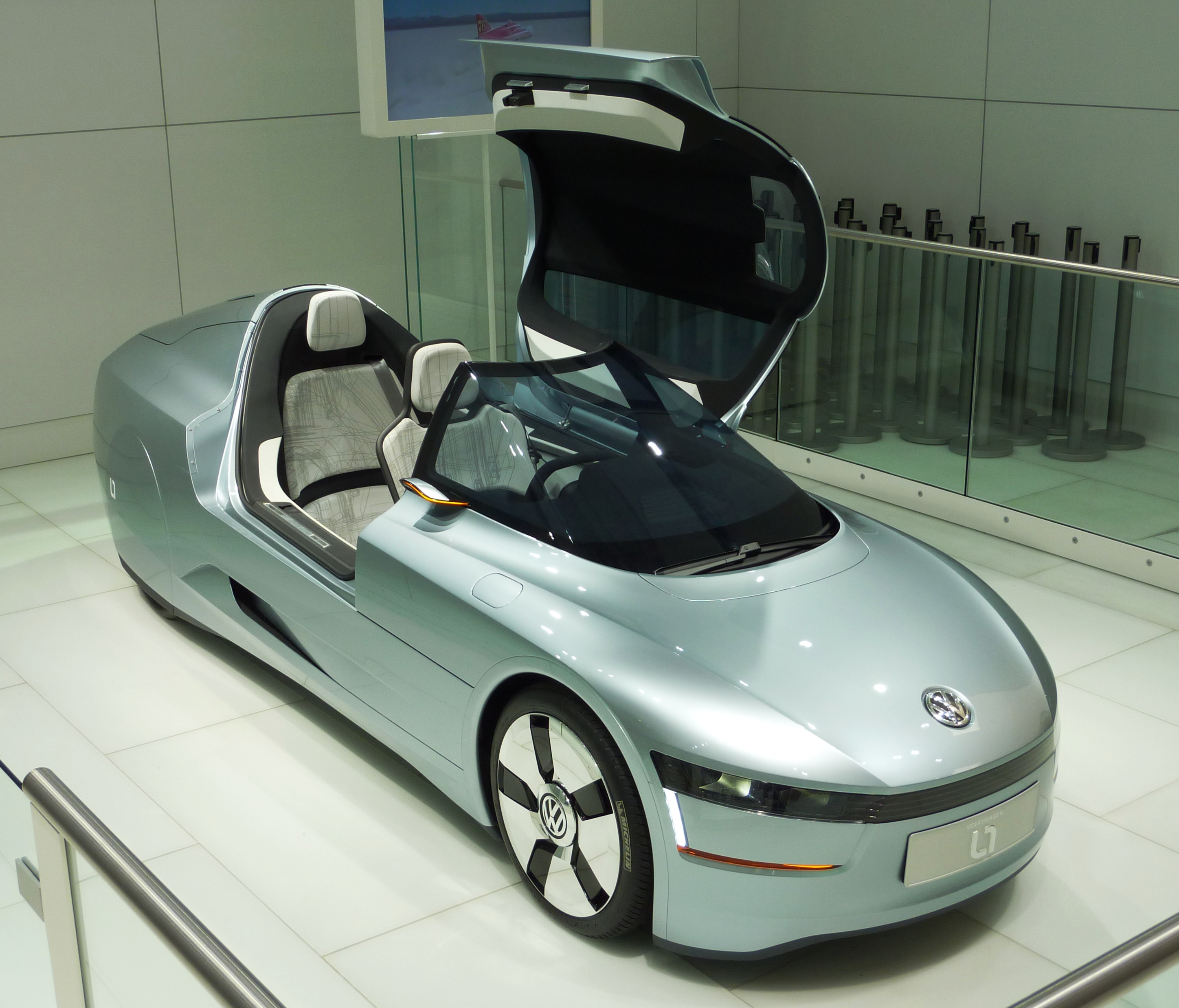
Volkswagen L1

Volkswagen 1-Liter-Auto är en bilmodell visad år 2001.
Bilen är en försöksbil och ser mer ut som en sportbil. Den är bara 365 cm lång och bredden är 125 cm. Höjden är endast 111 cm. Dörrarna är av typ "måsvingar". Vid konstruktionen av bilen hade konstruktörerna ett viktigt förbehåll, att spara vikt. Stolarna i bilen, två stycken, har ramar av magnesium och är vävspända. För att spara vikt är karossen tillverkad av ett kompositmaterial (kolfiber), som dessutom är olackerad. Bilen på bilden är en utställningsmodell, den är lackerad. Ramen är av magnesium, som är lättare än aluminium. Bilens vikt är endast 290 kg. Bränsletanken rymmer 6,5 liter, vilket skulle räcka till cirka 600–700 km körning.
Drivkraften kommer från en 1-cylindrig dieselmotor på 300 cm³, den lämnar en effekt på 8,5 hk (6,3 kW) vid 4000 varv per minut. Topphastigheten är 120 km/tim.
Motorn är av "monoblock-utförande" vilket betyder att motorblock och topplock är ett enda stycke. Motorn är placerad framför bakaxeln.
Den automatiska sekventiella växellådan har 6 växlar. Växellådshuset är av magnesium, alla kugghjul och axlar har lättningshål, alla skruvar av titan.
Bilen har också en frihjulsfunktion; släpper man upp gaspedalen till exempel i nedförsbacke så stannar motorn, och så fort man rör gaspedalen (av magnesium) startar motorn.
Hjulen/fälgarna är också tillverkade av komposit. Däcken är på 16 tum, med ett speciellt mönster och av en speciell gummiblandning för att få extra lågt rullmotstånd.
Backspeglar är exkluderade (för högt luftmotstånd), istället finns det TV-kamera i bakrutan, och bilden visas på 2 LCD-monitorer. När det gäller elsystemet är bilen utrustad med "dynastart", generator och startmotor är en enhet. Helljuset är av bi-xenon-typ, halvljus, blinkljus och bakljus är av LED-typ, lysdioder.
För säkerheten är bilen utrustad med airbag för föraren, ABS-bromsar och ESP/elektroniskt stabilitetsprogram. Bromsarna har aluminiumskivor och bromsok av aluminium, hela bromssystemet väger 7,8 kg.
År 2002 körde högste chefen, Ferdinand Piëch, till bolagsstämman i Hamburg från Wolfsburg, en sträcka på cirka 23 mil, med en genomsnittsfart på 75 km/tim. Vid framkomsten uppmättes en förbrukning på 2,1 liter. Det är en förbrukning motsvarande 0,89 liter per 10 mil.